# فيروس كورونا دلتا
هو واحد من أحد أجناس فيروسات كورونا الأربعة (الفا، بيتا، غاما، و دلتا) وهو من الفيروسات الإكليلية. هو في الفصيلة فيروس كورونا من عائلة  Coronaviridae صنفها إيجابي بمعنى، واحد من فيروسات حمض نووي ريبوزي تصيب هذه الصنف من الفيروسات في الغالب الطيور وبعض الثدييات .

بينما تشتق أجناس ألفا وبيتا من تجمع الجينات الفيروسية للخفافيش، فإن جاما وجنس دلتا مشتق من تجمعات الجينات الفيروسية للطيور والخنازير.

## دراسات
في إحدى الدراسات، طورت طريقة تشخيص عالية الحساسية ومحددة باستخدام تضخيم بوليميراز ريكومبيناز جنبًا إلى جنب مع مقياس التدفق الجانبي أسمه (LFD-RPA) للكشف السريع والبصري عن الفيروس. يمكن تنفيذ النظام في نطاق واسع من ظروف درجة الحرارة من 10 إلى 37 درجة مئوية، ويمكن إتمام اكتشاف الفيروس في 10 دقائق عند 37 درجة مئوية. كانت حساسية هذا الاختبار أعلى 10 مرات من حساسية PCR التقليدية مع حد اكتشاف أقل يبلغ 1 × 10 2 نسخة ميكرولتر من الفيروس. وفي الوقت نفسه، قام اختبار LFD-RPA بتضخيم الفيروس على وجه التحديد، في حين لم يكن هناك تضخيم متقاطع مع الفيروسات الأخرى المرتبطة بالخنازير، بما في ذلك فيروس الإسهال الوبائي الخنازير (PEDV)، وأشارت تكرار نتائج الاختبار إلى أن هذا الاختبار له قابلية تكرار جيدة. بالإضافة إلى ذلك ، اختبر 68 عينة سريرية (48 عينة مسحة برازية و 20 عينة معوية) بواسطة مقايسة LFD-RPA و RT-PCR. فكان المعدل الإيجابي للعينات السريرية LFD-RPA أعلى بنسبة 26.47٪ من معدل تفاعل البوليميراز المتسلسل التقليدي (23.53٪).

## تصنيف

### الشكل
يكون شكله مغلف، كروي، قطره حوالي 120 نانومتر. يرتبط جينوم الحمض النووي الريبي (RNA) ببروتين N لتشكيل القابسيد النووي.

## التاريخ

### الإكتشاف
حدد فيروس كورونا دلتا لأول مرة في عام 2012 في الخنازير في الصين، لكنه لم يكن مرتبطًا بمرض إكلينيكي. واكتشف مرة أخرى في الولايات المتحدة في عام 2014 أثناء تفشي الإسهال في خنازير أوهايو، ومنذ ذلك الحين شخص ظهوره في عدة بلدان.
يمكن أن تعاني الخنازير الصغيرة المصابة من الإسهال والقيء الحاد. ويمكن أن يكون المرض قاتلاً. حتى الآن، لم توثق أي حالات بشرية، لكن العلماء قلقون بشأن هذا الاحتمال.

### إصابته للخنازير
فيروس كورونا دلتا الخنازير (PDCoV) هو فيروس من سلالة كورونا اكتشف حديثًا ويسبب القيء والإسهال الخطير في الخنازير الصغيرة، وخاصة الخنازير حديثي الولادة. كان هناك تفشي لهُ في جميع أنحاء العالم منذ عام 2014، مما تسبب في خسائر اقتصادية كبيرة في صناعة الخنازير. في الدول الاجنبية تعد الاستجابة المضادة للفيروسات بوساطة الإنترفيرون (IFN) مكونًا مهمًا في تفاعلات الفيروس مع المضيف وتلعب دورًا أساسيًا في تثبيط عدوى الفيروس. ومع ذلك، فإن آلية هروب PDCoV من المراقبة المناعية للخنازير غير واضحة.

## النسخ والتناسخ
إن إعادة التركيب شائعة بين فيروسات دلتا وتحدث إعادة التركيب بشكل متكرر في منطقة الجينوم الفيروسي التي تشفر البروتين المرتبط بمستقبل المضيف. وتساهم إعادة التركيب بين السلالات الفيروسية المختلفة في ظهور فيروسات جديدة قادرة على الانتقال بين الأنواع والتكيف مع مضيفات حيوانية جديد.